# Айлиль Инбанда
Айлиль Инбанда (Айлиль Женоподобный; др.‑ирл. Ailill Inbanda; погиб в 550) — король Коннахта (543/547—550) из рода Уи Фиахрах.

## Биография

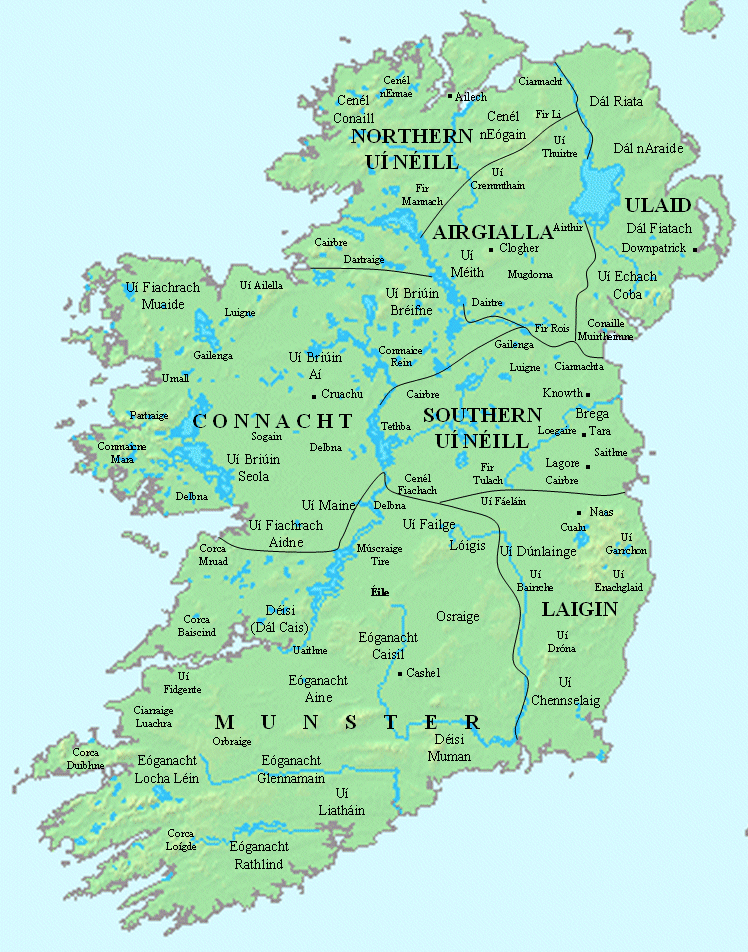
Ирландия в Раннее Средневековье

Основными историческими источниками о жизни Айлиля Инбанды являются ирландские анналы. Также ряд уникальных свидетельств о нём содержится в написанном в XII веке житии его брата, святого Келлеха Киллалского. Хотя этот источник полон анахронизмов, предполагается, что в нём нашли отражения предания рода Уи Фиахрах о реально происходивших событиях середины VI века.
Айлиль Инбанда был одним из четырёх сыновей правителя Коннахта Эогана Бела. Точно неизвестно, по какой причине он получил своё прозвище — «Женоподобный» (др.‑ирл. Inbanda). Историки не исключают возможности, что появлению такого эпитета мог способствовать гомосексуализм Айлиля.
По свидетельству жития, король Эоган назначил наследником престола своего старшего сына Келлаха, уже принявшего духовный сан в Клонмакнойсе, но тот после смерти отца не смог удержать власть в своих руках и был вынужден снова удалиться в монастырь. Однако имя Келлаха отсутствует в списках правителей Коннахта, сохранившихся в «Лейнстерской книге» и трактате «Laud Synchronisms». На основании этого считается, что Айлиль Инбанда стал непосредственным преемником своего отца, погибшего в сражении с Северными Уи Нейллами в 543 или 547 году. В то же время, возможно, в сохранившихся в тексте «Жития святого Келлаха» преданиях нашли отражение действительно имевшие место в середине VI века междоусобицы между представителями разных ветвей рода Уи Фиахрах.
О правлении Айлиля Инбанды не известно ничего, кроме обстоятельств его смерти. В 550 году возобновилась война между королевствами Коннахт и Айлех. В сражении, состоявшемся при Кул Конайре (вблизи залива Клю), войско коннахтцев было разбито войском айлехцев, возглавлявшимся королями-соправителями Форггусом мак Муйрхертайгом и Домналлом Илхелгахом. Айлиль Инбанда и его брат Аэд Фортобол пали на поле боя. В саге «Борома» сохранились дополнительные сведения об обстоятельствах смерти Айлиля. По свидетельству этого источника, терпя поражение в битве, король Коннахта обратился в бегство. Однако, увидев, сколь много коннахтских воинов пало из-за его гордыни, он возвратился на поле боя, где и принял свою смерть. В саге упоминается, что за своё благочестие Айлиль Инбанда почитался жителями острова как один из трёх ирландских святых королей.
Вероятно, победа при Кул Конайре способствовала переходу престола Коннахта от представителей рода Уи Фиахрах к Эху Тирмхарне из рода Уи Бриуйн, позднее завязавшему союзные отношения с айлехскими правителями.

## Комментарии
1. ↑  Известен также как король Коннахта Айлиль II (англ. Ailill II).
2. ↑  По свидетельству жития, главным врагом святого Келлаха был король Коннахта Гуайре Айдне, в действительности живший в середине VII века[1].
3. ↑  В «Житии святого Келлаха» упоминаются только два сына короля Эогана: Келлах и Муйредах[2].
4. ↑  Возможно, это известие было неправильно понято позднейшими авторами и речь в нём велась о том, что противником коннахтцев в этой битве было войско септа Фир Хера, основателем которого был Мак Эрке, дальний родственник Айлиля Инбанды[1].
5. ↑  Двумя другими монархами были король Айргиаллы Даймин Айркит и правитель Осрайге Фередах Финн мак Дуах.